# Mark Covell
Mark Covell (* 7. November 1967 in Glasgow) ist ein ehemaliger britischer Segler aus Schottland.

## Erfolge
Mark Covell nahm an den Olympischen Spielen 2000 in Sydney mit Ian Walker in der Bootsklasse Star teil. Mit nur einem Punkt Rückstand gewannen sie hinter den US-Amerikanern Magnus Liljedahl und Mark Reynolds sowie vor den Brasilianern Marcelo Ferreira und Torben Grael die Silbermedaille. 1997 in Key Biscayne und 2003 in Bénodet wurde er in der 5,5-Meter-Klasse jeweils Weltmeister. Beim Volvo Ocean Race 2008–2009 war er als Crewmitglied von Team Russia für die Medienarbeit zuständig.